# Proteuxoa argonephra
Proteuxoa argonephra är en fjärilsart som beskrevs av Turner 1931. Proteuxoa argonephra ingår i släktet Proteuxoa och familjen nattflyn. Inga underarter finns listade i Catalogue of Life.